# Шафтер (Калифорнија)
Шафтер (енгл. Shafter) град је у америчкој савезној држави Калифорнија. По попису становништва из 2010. у њему је живело 16.988 становника.

## Демографија
Према попису становништва из 2010. у граду је живело 16.988 становника, што је 4.252 (33,4%) становника више него 2000. године.
| Група             | 2000.         | 2010.          |
| Белци             | 3.693 (29,0%) | 2.884 (17,0%)  |
| Афроамериканци    | 204 (1,6%)    | 219 (1,3%)     |
| Азијати           | 40 (0,3%)     | 111 (0,7%)     |
| Хиспаноамериканци | 8.667 (68,1%) | 13.634 (80,3%) |
| Укупно            | 12.736        | 16.988         |